# SZTE-Szedeák
O SZTE-Szedeák kosárlabdacsapat é um clube profissional de basquetebol situado na cidade de Szeged, Csongrád, Hungria que disputa atualmente a Liga Húngara. Foi fundado em 1992 e manda seus jogos na Pavilhão Esportivo Újszegedi  com 3.200 espectadores.

## Temporada por Temporada
| Temporada | Nível | Liga   | Pos. | TR    | PL  | Pós Temporada     | Copa da Hungria   | Competições europeias |
| --------- | ----- | ------ | ---- | ----- | --- | ----------------- | ----------------- | --------------------- |
| 2011–12   | 1     | NB I/A | 11º  | 8-18  |     |                   |                   |                       |
| 2012–13   | 1     | NB I/A | 10º  | 11-17 |     |                   |                   |                       |
| 2013–14   | 1     | NB I/A | 9º   | 15-19 |     |                   |                   |                       |
| 2014-15   | 1     | NB I/A | 8º   | 16-16 | 0-3 | Quartas de finais |                   |                       |
| 2015-16   | 1     | NB I/A | 12º  | 12-20 |     |                   |                   |                       |
| 2016-17   | 1     | NB I/A | 9º   | 18-16 |     |                   | Terceiro colocado |                       |
| 2017-18   | 1     | NB I/A | 10º  | 12-22 |     |                   |                   |                       |
| 2018-19   | 1     | NB I/A | 13º  | 11-21 |     |                   |                   |                       |
| 2019-20   | 1     | NB I/A | 13º  | 4-17  |     |                   |                   |                       |
| 2018-19   | 1     | NB I/A | 3º   | 18-8  | 4-3 | Terceiro colocado |                   |                       |
| 2019-20   | 1     | NB I/A |      |       |     |                   |                   |                       |
| 2020-21   | 1     | NB I/A | 3º   | 18-8  | 4-3 | Terceiro colocado | Quartas de finais |                       |
| 2021-22   | 1     | NB I/A | 8º   | 17-16 | 1-3 | Quartas de finais | Finalista         | 4 Copa Europeia FC    |
| 2022-23   | 1     | NB I/A | 12º  | 7-20  |     |                   |                   |                       |
| 2023-24   | 1     | NB I/A | 11º  | 11-15 |     |                   | Finalista         |                       |
| 2024-25   | 1     | NB I/A | 12º  | 12-24 |     |                   |                   |                       |

eurobasket.com

## Honras

### Competições Domésticas
Copa da Hungria
- Finalista (2): 2022, 2024

- Terceiro lugar (1): 2017

Liga Húngara
- Terceiro lugar (2): 2019, 2021